# David Civera
David Civera Gracia (ur. 8 stycznia 1979 w Teruelu) – hiszpański piosenkarz.
Reprezentant Hiszpanii w 46. Konkursie Piosenki Eurowizji (2001).

## Życiorys
Jest drugim synem Joségo i Pilar Graciów. Ma dwie siostry: starszą Sonię i młodszą Andreę. Studiował informatykę i komunikację.
Po raz pierwszy wystąpił na scenie, mając 9 lat. W młodości dwukrotnie pojechał z ojcem do Walencji, gdzie uczył się gry na sofcie, gitarze i fortepianie.
Na początku lat 90. wygrał krajowy konkurs telewizyjny Karaoke. W 1996 uczestniczył w programie telewizyjnym Lluvia de estrellas, w którym wraz z pozostałymi zawodnikami wcielał się w jednego z popularnych wykonawców; Civera wystąpił w programie jako Enrique Iglesias i wykonał jego utwór „Es una experiencia religiosa”. Po udziale w programie wystąpił w kilku innych programach, m.in. w Canciones de Nuestra Vida czy Un Siglo de Canciones. W 1997 uczestniczył w programie Canciones de nuestra vida, w którym z innymi zawodnikami prezentował interpretacje starych utworów, a także wydał debiutancki album studyjny pt. Hoy como ayer.
Dzięki udziałowi w programach rozrywkowych został dostrzeżony przez producenta Alejandro Abada, który zaproponował mu nagranie demo piosenki „Dile que la quiero” i udział w programie Eurocanción 2001, wyłaniającym reprezentanta Hiszpanii w Konkursie Piosenki Eurowizji. Pod koniec lutego, zdobywszy największe poparcia jurorów i telewidzów, zwyciężył w finale programu, dzięki czemu został ogłoszony reprezentantem kraju w 46. Konkursie Piosenki Eurowizji organizowanym w Kopenhadze. 12 maja wystąpił w finale konkursu i zajął w nim szóste miejsce. Po udziale w konkursie wydał album pt. Dile que la quiero.
W 2002 wydał swój trzeci album pt. En cuerpo y alma, który promował przebojem „Qué la detengan”. Za sprzedaż albumu uzyskał status platynowej płyty. W 2003 wydał album pt. La Chiqui Big Band, który nagrywał w Barcelonie i Mediolanie. Na płycie umieścił m.in. single „Bye Bye” i „Rosa y Espinas”, który nagrał w duecie z Davidem Bisbalem. W tym samym roku nagrał hiszpańską wersję piosenki „I Wan’na Be Like You” – „Quiero ser como tú”, która znalazła się na oficjalnej ścieżce dźwiękowej hiszpańskiej wersji językowej filmu Księga dżungli 2.
W 2005 wydał album pt. Perdóname. W lutym 2006 w parze z Aidą Agramunt zwyciężył w finale drugiej edycji programu ¡Mira quién baila!; główną nagrodę finansową przekazał na leczenie osób chorych na Alzheimera. Również w 2006 wydał kolejny album pt. Ni el primero ni el último. Do końca dekady wydał jeszcze kilka płyt: No bastará (2007), Para vívír contigo (2008) i Podemos elegir (2009) oraz składankę przebojów Grandes éxitos (2008). W 2011 wydał dziesiąty album w karierze, pt. A ritmo de clásicos, który promował m.in. autorską interpretacją przeboju „Ti amo” Umberto Tozziego i Moniki Bellucci. W listopadzie 2013 wydał album pt. Versión Original, który promował singlami „Mentirosa” i „Me ha robado el corazón”.

## Życie prywatne
W 2007 poślubił Anę Maríę Benedi, z którą tworzył związek od czasów nastoletnich. Mają syna, Daniela (ur. 2011).

## Dyskografia
| Albumy studyjne - Hoy como ayer (1997) - Dile que la quiero (2001) - En cuerpo y alma (2002) - La Chiqui Big Band (2003) - Perdóname (2005) - Ni el primero ni el último (2006) - No bastará (2007) - Para vívír contigo (2008) - Podemos elegir (2009) - A ritmo de clásicos (2011) - Versión Original (2013) | Albumy kompilacyjne - Grandes éxitos (2008) |

Single
- 2001 – „Dile que la quiero”
- 2002 – „Qué la detengan”
- 2003 – „Bye Bye”
- 2003 – „Rosa y Espinas”
- 2003 – „Quiero ser como tú”
- 2009 – „Tú para mí”
- 2011 – „Ti amo”
- 2013 – „Mentirosa”
- 2013 – „Me ha robado el corazón”